# Csillagászati és Földtudományi Kutatóközpont Konkoly Thege Miklós Csillagászati Intézet
A HUN-REN Csillagászati és Földtudományi Kutatóközpont Konkoly Thege Miklós Csillagászati Intézet (2019. szeptember 1-jéig a Magyar Tudományos Akadémia Konkoly Thege Miklós Csillagászati Kutatóintézete, 2023. augusztus 31-ig pedig ELKH Csillagászati és Földtudományi Kutatóközpont Konkoly Thege Miklós Csillagászati Intézet, angol nevén: Konkoly Thege Miklós Astronomical Institute, Research Centre for Astronomy and Earth Sciences vagy egyszerűen Konkoly Observatory, a hazai köznyelvben: Svábhegyi Csillagvizsgáló) a Földrajztudományi Intézettel és a Földtani és Geokémiai Intézettel közösen alkotja a HUN-REN Csillagászati és Földtudományi Kutatóközpontját (CSFK) Budapesten, a Normafa és Csillebérc között 480 méteres tengerszint feletti magasságban. A Csillagászati és Földtudományi Kutatóközponthoz tartozott 2021-ig a Geodéziai és Geofizikai Intézet is, amely kiválása után Földfizikai és Űrtudományi Kutatóintézetté (FI) alakult. 

## Története

### Előzmények
1777-ben a Nagyszombati Egyetemet Budára, majd 1784-ben Pestre költöztették, és egyúttal  berendeztek egy csillagászati obszervatóriumot is. Mivel ez az obszervatórium a 19. század elejére eléggé leromlott állapotba került, döntés született arról, hogy a Gellért-hegyen, a mai Citadella helyén egy önálló egyetemi csillagdát hozzanak létre. A tudományos munka  elősegítésére Pollack Mihály tervei alapján 1815-ben felépült az új és biztonságos Gellért-hegyi Csillagvizsgáló. A „Csillagdát” 1815-ben avatták fel három európai uralkodó – I. Sándor orosz cár, I. Ferenc osztrák császár és magyar király valamint III. Frigyes Vilmos porosz király – jelenlétében, akik a napóleoni háborút lezáró Szent Szövetség megkötésére gyűltek össze, és utaztak Budára a létesítmény megnyitására. A számos létesítményből álló épületegyüttes az 1848–49-es forradalom és szabadságharc idején súlyosan megsérült. A Bach-korszakban a felépítendő Citadella helyét az 1849-ben elpusztított Csillagda és a körülötte lévő virág- és szőlőskertek területén jelölték ki. A csillagda romjait felrobbantották.
A Csillagászati Intézet működteti az ELTE Asztrofizikai Laboratóriumát, és együttműködik a Debreceni Egyetemmel, illetve a Szegedi Tudományegyetemmel.

### Kezdetek[4]
1922 és 1929 között a Svábhegyen építették fel az új csillagvizsgáló központi irodaépületét és három új kupoláját. Itt állították fel az Ógyalláról, a Konkoly Thege Miklós igazgatása alatt álló Asztrofizikai Obszervatóriumból mentett két távcső mellett a 60 cm-es Cassegrain–Newton rendszerű távcsövet. Tass Antal, az intézet vezetője az ógyallai megfigyelési anyagokat is Budapestre költöztette, és az intézet tudományos programja folytatta a korábban megkezdett munkát. 1929-ben az egykori Gellérthegyi Obszervatórium könyvállományának nagy része az intézetbe került. Lassovszky Károly 1938-ban vette át a csillagvizsgáló vezetését. 1939-ben az intézet tudományos személyzetét egy megfigyelő csillagász, egy asszisztens, két egyetemi gyakornok, egy vendégkutató, egy egyetemi hallgató és egy önkéntes munkatárs alkotta. A csillagvizsgáló a derült éjszakák többségét bemutatásokra szánta: évente több ezer érdeklődő látogatott fel a Svábhegyre.

### A második világháború alatt[5]
A második világháború idején egészen 1944. december 5-ig folyt az észlelési munka. 1944. december 25-én bevonultak az intézet területére a szovjet csapatok. A beszállásolás csak a könyvtárat, a fotólabort, a múzeumot és egy-két szobát nem érintette, de az intézet többi helyiségében is viszonylag kevés kár esett. Mindössze a bútorzat semmisült meg, mert elfűtötték. A világháborút követően már 1945. július 14-től folytak az észlelések a 6”-es asztrográfon.

### Az MTA Csillagvizsgáló Intézete[5]
Az intézet kezdetben a Kultuszminisztériumhoz, majd a Gyűjteményegyetemhez tartozott. 1934-ben a Pázmány Péter Tudomány Egyetem, majd 1948-ban ismét a Kultuszminisztérium vette át, ezután döntöttek egy egyetemektől független kutatóintézet-hálózat létrehozásáról, amelyet a Magyar Tudományos Akadémia keretei között szerveztek meg. Az Akadémia 1951. február 1-jével vette át az intézetet az MTA Csillagvizsgáló Intézete néven. Ekkor a csillagvizsgálónak két tudományos osztálya volt: az általános asztrofizikai osztály öt kutatóval, valamint a napfizikai osztály két kutatóval. Az 1940-es évek végén és az ’50-es évek elején az intézetben főként a változócsillagok fotometriai vizsgálatával foglalkoztak. A második világháborút követő évtizedekben a rádiócsillagászattal és az optikai fotometriával teljesen átalakult a csillagászati észlelőtechnika, és az intézet nemzetközi kapcsolatai is átalakultak.
1958-ban a Minisztertanács 9 millió forintos fedezetet hagyott jóvá egy új, piszkés-tetői létesítmény felépítésére. A piszkéstetői megfigyelő állomás első távcsöve, a Schmidt teleszkóp 1962-ben kezdte meg működését. 1967-ben egy új 50 cm-es Cassegrain-teleszkóppal is megkezdődtek az észlelések, aztán 1974-ben felavatták az 1 méteres tükrű RCC-teleszkópot is. A növekvő budapesti fényszennyezés miatt az észlelőmunka Piszkéstetőre helyeződött át.
1982-től 2021-ig az intézethez tartozott a debreceni Napfizikai Obszervatórium.

### Napjainkban
2019. szeptember 1-je óta az ELKH Csillagászati és Földtudományi Kutatóközpontjaként, 2023. szeptember 1-je óta pedig HUN-REN Csillagászati és Földtudományi Kutatóközpontként működik, amelynek részei a Konkoly Thege Miklós Csillagászati Intézet, a Földrajztudományi Intézet, valamint a Földtani és Geokémiai Intézet. A normafai telephelyen 2019-ben nyílt meg a nagyközönség számára Svábhegyi Csillagvizsgáló látogatóközpont.
A Csillagászati Intézetben több mint hatvan kutató dolgozik, a kutatóközösség negyede-ötöde külföldi. Az Intézet kutatócsoportjai a csillagászat és az asztrofizika számos területével foglalkoznak. Az Intézetnek saját műholdja is van.

### A Piszkéstetői Obszervatórium[7]
A CSFK Konkoly Thege Miklós Csillagászati Intézetének mátrai telephelye, a Piszkéstetői Obszervatórium a Mátra 944 méter magas Piszkés-tető csúcsán, Galyatető és Mátraszentimre között kapott helyet. Az obszervatórium építkezési munkálatait 1958-ban kezdték meg. Elsőként a csillagászok lakhelyéül szolgáló főépület készült el, amelyet Szrogh György Ybl-díjas építész tervezett. 1962-ben adták át a 60/90 cm-es Schmidt-távcső kupoláját. Ezt követte az 50 cm átmérőjű Cassegrain-távcső kupolája, amely 1966-ban készült el. Ebben a kupolában jelenleg egy 80 cm-es altazimutális robottávcső dolgozik. Az ország legnagyobb távcsöve is a Piszkéstetői Obszervatóriumban működik: az 1 méter átmérőjű RCC-távcső kupoláját és kiszolgáló épületét Csontos Csaba Ybl-díjas építész tervezte.

## Az intézet vezetősége

### Korábbi igazgatói
- 1899–1916 Konkoly Thege Miklós
- 1916–1936 Tass Antal
- 1936–1938 Móra Károly
- 1938–1943 Lassovszky Károly
- 1943–1974 Detre László
- 1974–1996 Szeidl Béla
- 1997–2009 Balázs Lajos
- 2010–2015 Ábrahám Péter
- 2016–2018 Kiss László

### Jelenlegi vezető
- 2019. január 1-jétől: Szabó Róbert (igazgató)

### Volt és jelenlegi munkatársak
- Almár Iván, csillagász
- Balázs Lajos, fizikus, asztrofizikus
- Illés Erzsébet, csillagász
- Kolláth Zoltán, fizikus, csillagász
- Kulin György, csillagász
- Paál György, fizikus, csillagász
- Sárneczky Krisztián, csillagász
- Virághalmy Géza, fizikus, csillagász

## Kutatási területek
- Változócsillagok kutatása
- Csillagaktivitás, aktív csillagok
- Csillagközi anyag, csillagkeletkezés
- A Naprendszer kis égitestjei
- Exobolygók
- Napfizika
- Nukleáris asztrofizika
- Nagy energiájú asztrofizika, asztrofizikai tranziensek, gamma-kitörések vizsgálata
- Kozmológia
- Csillagászati műszerfejlesztés, műholdtervezés és -építés
- Csillagászattörténet

## Kutatócsoportok[8]
- Csillagpulzáció, Űrfotometria, Exobolygók Kutatócsoport (SPEX) (Szabó Róbert)
- MTA–CSFK Lendület Nukleáris Égés Csillagokban Kutatócsoport (Maria Lugaro)
- Konkoly Űrcsillagászat, Bolygó- és Csillagkeletkezési Csoport (Ábrahám Péter - Kóspál Ágnes)
- STARK: Csillagaktivitás kutatócsoport (Kővári Zsolt)
- Naprendszerkutató csoport (Kiss Csaba)
- Asztrofizikai és Geokémiai Laboratórium (Kereszturi Ákos)
- Nagyskálás struktúra MTA Lendület kutatócsoport (Kovács András)
- Extragalaktikus Asztrofizika Kutatócsoport (Vinkó József)
- Műszer- és Műholdfejlesztő Kutatócsoport (Pál András)

## Műszerek

### 60/90/180cm-es Schmidt-távcső[9]
Az 1962-ben átadott távcső az obszervatórium első nagytávcsöve, amely optikai rendszeréből adódóan csak fotografikus észlelésre használható. A műszer elején egy 60 cm átmérőjű lencse, a végén egy 90 cm szabad nyílású tükör található. Kezdetben 16x16 cm-es fotólemezekre rögzítették a távcső által gyűjtött fényt, de 1997 óta CCD-detektorokkal történik az észlelés. 
Nagy látómezejének köszönhetően felfedezésre használható a legjobban: már hat üstököst, 52 szupernóvát és közel kétezer kisbolygót fedeztek fel vele. 
Ma egy 10560x10560 pixeles CCD-kamera segíti a távcsővel zajló kisbolygókereső programot.

### 1 m-es RCC távcső[9]
Az ország legnagyobb távcsöve, 1974-ben készült el. A műszer főtüre 102 centiméter, amelynek 13,5 méter a fókusza. Kisebb égterületet lát, mint a Schmidt-távcső, de sokkal jobb felbontással rendelkezik, így már ismert, egyedi objektumok vagy kompakt csillaghalmazok is megfigyelhetők vele. 
A távcső két CCD-kamerával, valamint egy nagy felbontású spektrográffal van felszerelve. Egyedi égitestek fényességmérésére és színképelemzésére a legalkalmasabb.

### 80cm-es RC teleszkóp[9]
2019-ben telepítették a 80 cm-es tükörrel szerelt távcsövet, amely direct drive motorokkal és altazimutális szereléssel van ellátva, és robot üzemmódban dolgozik. A távcső az 1964-ben átadott 50 cm-es teleszkóp helyét vette át. Fókusztávolsága 5,6 méter. A távcsővel végzett többszínfotometriai méréseket egy 2048x2048 pixeles CCD-kamera segíti. 
Jelenleg főként változócsillagokat, szupernóvákat, csillagokat elnyelő fekete lyukakat, összeolvadó neutroncsillagokat, illetve születőben lévő csillagokat vizsgálnak vele.

### Légyszem-kamera[9]
Különleges kamerarendszer, amely a mátrai obszervatóriumból látható teljes égboltot képes figyelni 30 fokos horizont feletti magasságban. Az égboltról egymást kissé átfedő, nagy felbontású, hosszú expozíciós felvételeket készít különböző hullámhossz-tartományokban. Összesen 19 különálló, de együtt mozgó és együtt működő kamera alkotja, amelyek egy 85 mm-es teleobjektívből, egy 4096x4096 pixeles CCD-kamerából és egy szűrőváltóból állnak. 

### GRBAlpha[10]
Az első magyar vezetésű, kifejezetten asztrofizikai kutatásokat végző műhold. 2022 novemberében készült el a CSFK Konkoly Thege Miklós Csillagászati Intézetében magyar−japán−szlovák együttműködésben.
A 10x10x11 centiméteres műholdban egy tápegység, egy rádióadóvevő-modul, egy fedélzeti számítógép, egy GPS-vevő, valamint a gamma-sugárzást érzékelő detektor található.

### Meteorkamerák[11]
- DSLR kamerahálózat
- AllSky7 kamerahálózat